# 性別威圧
性別威圧（英語: gender policing）は、規範的なジェンダー表現を押し付けたり、強制することを指す。男性に社会が決めた「男らしさ」を求め、女性には「女らしさ」や男性への追従を求めるもの。トランスジェンダーや同性愛者の人だけでなく、シスジェンダーや異性愛者の人も、この規範の押し付けの被害に遭うことがある。

## 小児期
性別の個々の表現は、多くの場合、小児期に両親や教師など他の大人によって威圧される。性別威圧は子供のジェンダーの割り当てられた性別に、男らしさや女らしさを植えつけるものである。 性別威圧は子供に性別を意識させるプロセスとされる。 子どもたちはジェンダー規範を教えられた後、仲間や長老とともに他の人を威圧し始めることもある。 第二に、父親と母親の両方が娘より息子に対し頻繁に性別の境界を強制するとされる。